# Shawn Bishop
Shawn Bishop (* 22. Oktober 1971; † 19. Oktober 2021) war ein kanadischer Physiker und Professor an der TU München.

## Leben
Shawn Bishop studierte Physik an der McMaster University und University of Victoria in Kanada. Im Anschluss arbeitete er am TRIUMF - National Laboratory in Vancouver, Kanada.
Bishop wurde 2003 an der Simon Fraser University, Kanada, promoviert. Von 2003 bis 2008 arbeitete er am RIKEN - National Laboratory in Saitama, Japan. Seit 2008 war Shawn Bishop Ordinarius (Professor) für Nukleare Astrophysik an der Technischen Universität München. Er starb nach schwerer Krankheit am 19. Oktober 2021.

## Auszeichnungen
- 2000: Rudolph Abegg Memorial, TRIUMF
- 2001: Best talk (2. place), Lake Louise Western Regional Nuclear and Particle Physics Conference
- 2002: Mitglied, Simon Fraser University
- 2003: Stipendium, Simon Fraser University